# Mayas peninsulares
Los mayas peninsulares son un pueblo de la etnia maya que vive en la península de Yucatán en los estados mexicanos de Yucatán, Campeche y Quintana Roo y en los Distritos de Corozal, Orange Walk y Cayo, Belice. La gran mayoría de ellos habla el idioma maya peninsular, o bien, maayat'aan (autoglotónimo).[cita requerida]

## Historia
El período preclásico abarcó del 2000 a. C. al 250 d. C.. Durante este tiempo se dio origen a la civilización maya temprana.[cita requerida]
En el período clásico  (250-900) hubo mucha construcción, urbanismo, desarrollo del arte y el pensamiento maya.[cita requerida]
Durante el período postclásico  (950-1539) la civilización maya empezó a colapsar y varias ciudades se abandonaron.[cita requerida]
De 1847 a 1901 la Guerra de Castas acaeció en la península yucateca. En ella, la mayoría de los indígenas del centro-sur del entonces estado de Yucatán (el cual abarcaba toda la península) se sublevaron en contra de los "blancos" de la región debido a la opresión que sufrían. Cecilio Chi, Jacinto Pat y Manuel Antonio Ay fueron los tres principales líderes de esta guerra durante su primera etapa. Acaba con la entrada del ejército federal mexicano a Chan Santa Cruz en 1901.
Hay 1 646 782 mayas en el territorio mexicano. El estado mexicano, el cual tiene más población perteneciente a esta etnia es Yucatán.[cita requerida]
La mayoría de la gente perteneciente a esta etnia habla la lengua maya peninsular, la cual cuenta con 795 499 hablantes en México.[cita requerida]
El traje típico de las mujeres consiste de un terno conformado por el hipil adornado con flores en la parte del cuello, el jubón, que va encima del hipil y el fustán, el cual va hasta abajo. Cabe aclarar que el terno es usado solamente durante celebraciones importante y es el hipil el que se utiliza día a día. El traje típico de los hombres consiste en una guayabera blanca, pantalones blancos, sombrero de jipi y paliacate rojo.[cita requerida]
La tradición más conocida es la del Janal Pixan (comida de las ánimas), en la cual se colocan altares ofrendados a los muertos.
También parte de los hombres cultivan la milpa (kool, en maya).